# Flavius Stoican
Flavius Vladimir Stoican (ur. 24 listopada 1976 w Vânju Mare, Rumunia) – rumuński piłkarz, grający na pozycji obrońcy, a wcześniej pomocnika, reprezentant Rumunii, trener piłkarski.

## Kariera piłkarska

### Kariera klubowa
W 1994 rozpoczął karierę piłkarską w klubie Drobeta-Turnu Severin. W 1995 przeszedł do Universitatei Craiova. W 2002 został zaproszony do Dinama Bukareszt. W styczniu 2004 roku podpisał 5-letni kontrakt z ukraińskim Szachtarem Donieck. W rundzie wiosennej sezonu 2006/07 bronił barw Metalista Charków, do którego został wypożyczony. Rozegrał tylko jeden mecz, po czym powrócił do FC Dinamo Bukareszt, podpisując 2-letni kontrakt. Na początku 2009 przeniósł się do innego rumuńskiego klubu Minerul Valea Copcii, w którym w 2010 zakończył karierę piłkarską.

### Kariera reprezentacyjna
18 sierpnia 1999 debiutował w reprezentacji Rumunii w meczu z Cyprem (2:2). Łącznie rozegrał 19 meczów.

## Kariera trenerska
Jeszcze będąc piłkarzem Minerul Valea Copcii pełnił w nim również funkcje trenerskie. latem 2010 objął stanowisko głównego trenera CSM Reșița.

## Sukcesy i odznaczenia

### Sukcesy klubowe
- finalista Pucharu Rumunii: 1998, 2000
- mistrz Ukrainy: 2005, 2006
- wicemistrz Ukrainy: 2004
- zdobywca Pucharu Ukrainy: 2004
- finalista Pucharu Ukrainy: 2005
- zdobywca Superpucharu Ukrainy: 2005
- finalista Superpucharu Ukrainy: 2004, 2006